# Dipartimento del Ticino
Il dipartimento del Ticino fu uno dei dipartimenti italiani creati in età napoleonica su modello di quelli francesi, esistito brevemente dal 1797 al 1798.
Capoluogo era la città di Pavia.

## Storia
Il dipartimento del Ticino fu creato l'8 luglio 1797, come suddivisione amministrativa della neonata Repubblica Cisalpina. L'amministrazione centrale fu affidata ad un direttorio di cinque membri nominati da Napoleone e sorvegliati da un commissario del governo.
Il territorio corrispondeva a quello della vecchia provincia di Pavia della Lombardia austriaca nella sua forma ampliata voluta da Giuseppe II nel 1786 ma poi ridotta nel 1791 dopo la sua morte, ed aggiungendovi questa volta anche le pievi di Locate e di San Giuliano oltre che i grossi borghi lodigiani di confine di Sant'Angelo e San Colombano.
Il 1º settembre 1798, con la nuova suddivisione della Repubblica Cisalpina conseguente al colpo di Stato conservatore, il dipartimento fu soppresso e il suo territorio annesso al dipartimento d'Olona, tranne Chignolo e Pieve Porto Morone destinate all'Alto Po.

## Distretti
- 1 Città di Pavia[2]
- 2 Comune di Abbiategrasso
- 3 Distretto di Corbetta
- 4 Comune di Magenta
- 5 Distretto di Abbiategrasso
- 6 Distretto di Rosate
- 7 Distretto di Binasco
- 8 Distretto di Locate
- 9 Distretto di Melegnano
- 10 Distretto di Bereguardo
- 11 Comune di Casorate
- 12 Distretto dei Parchi
- 13 Distretto di Belgioioso
- 14 Comune di Chignolo
- 15 Distretto di Pieve Porto Morone
- 16 Comune di San Colombano
- 17 Comune di Sant'Angelo
- 18 Distretto di Villanterio